# The Christmas Shepherd
The Christmas Shepherd is een Amerikaanse film uit 2014 van Terry Ingram.

## Verhaal
The Christmas Shepherd is een verhaal over een weduwe van een veteraan, Sally Brown, die een gepubliceerde kinderboekauteur is. Na de dood van haar man blijft ze achter met "Buddy", zijn Duitse Herder. Na een hevige storm loopt Buddy bang weg om een reeks gebeurtenissen in gang te zetten die niet alleen Buddy en Sally zullen samenbrengen.

## Rolverdeling
- Teri Polo - Sally Brown
- Martin Cummins - Mark Green
- Jordyn Ashley Olson - Emma Green
- Jill Teed - Greta
- Jody Thompson - Beth
- Quinn Dubois - Jacob
- Jeffrey Ballard - Bryan Brown
- June B. Wilde - Margie
- Glynis Davies - Clinic Director
- Maxine Guess - Clerk

## Prijzen en nominaties
| Jaar | Award              | Categorie                                                                     | Genomineerde        | Resultaat   |
| ---- | ------------------ | ----------------------------------------------------------------------------- | ------------------- | ----------- |
| 2015 | Young Artist Award | Best Performance in a TV Movie, Miniseries or Special - Leading Young Actress | Jordyn Ashley Olson | Genomineerd |